# Dogrel
Dogrel is het eerste studioalbum van de Ierse postpunkband Fontaines D.C.

## Nummers[1]
| 1.                 | Big                     | 1:46 |
| 2.                 | Sha Sha Sha             | 2:32 |
| 3.                 | Too Real                | 4:08 |
| 4.                 | Television Screens      | 4:00 |
| 5.                 | Hurricane Laughter      | 4:51 |
| 6.                 | Roy's Tune              | 3:00 |
| 7.                 | The Lotts               | 4:56 |
| 8.                 | Chequeless Reckless     | 2:16 |
| 9.                 | Liberty Belle           | 2:32 |
| 10.                | Boys in the Better Land | 5:00 |
| 11.                | Dublin City Sky         | 4:53 |
| Totale duur: 39:54 |                         |      |

## Personeel[2]
Fontaines D.C.
- Grian Chatten – Zang, tamboerijn
- Conor Deegan III – Basgitaar
- Conor Curly – Gitaar
- Carlos O'Connell – Gitaar
- Tom Coll – Drums

Productie
- Dan Carey – Producer, mixer
- Christian Wright – Mastering
- Alexis Smith – Technicus
- Opgenomen in Mr. Dan's, Londen
- Gemasterd in Abbey Road Studios
- Gepubliceerd door Domino Publishing Co. Ltd.
- Copyright © – Partisan Records LLC; Knitting Factory Records

Albumhoes
- Bruce Davidson – Fotograaf

Binnenhoes
- Richard Dumas – Fotograaf